# Новотушинская улица
Новоту́шинская улица — улица в Северо-Западном административном округе Москвы, в районе Митино от Пятницкого шоссе.

## Происхождение названия
Названа 6 февраля 1986 года по бывшему подмосковному посёлку Новотушино, вошедшему в состав Москвы в 1985 году. В составе посёлка носила название улица Ветеринарная Лечебница по расположению рядом с бывшей Красногорской станцией по борьбе с болезнями животных (снесена в мае 2012 года).

## Описание

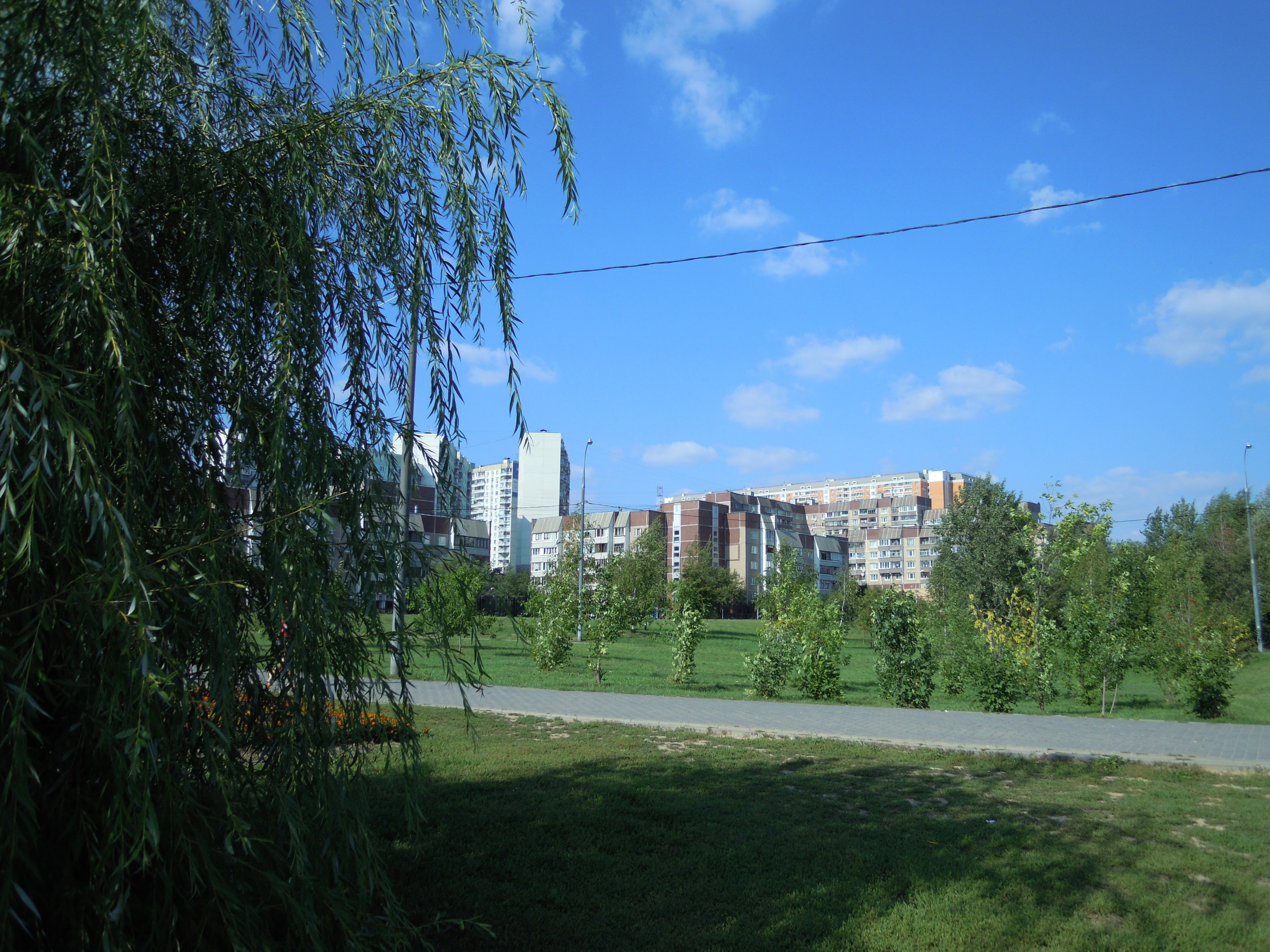
Ландшафтный парк Митино

Новотушинская улица начинается от Новотушинского проезда недалеко от пересечения последнего с Пятницким шоссе, проходит на юго-запад к природному парку «Ландшафтный парк Митино». Справа находится южный выход станции метро «Волоколамская».